# アメリカ海軍天文台

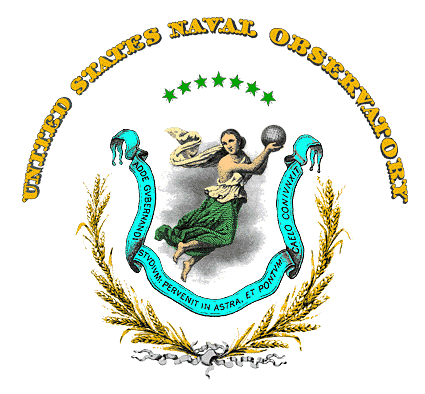
海軍天文台の紋章。マルクス・マニリウスの『アストロノミカ』からの引用、Adde gubernandi studium: Pervenit in astra, et pontum caelo conjunxit（航海の研究を増やせ: それは星に到達し、海と天を結婚させる）が書かれている。

アメリカ海軍天文台（アメリカかいぐんてんもんだい、英語: United States Naval Observatory, USNO）は、アメリカ海軍の管轄下にある天文台である。アメリカ合衆国で最も古い科学機関の一つで、アメリカ海軍とアメリカ合衆国国防総省のための測位・航法・報時(PNT: Positioning, Navigation, Timing)の提供を主な任務としている。
ワシントンD.C.北西地区のエンバシー・ロウの北西端に位置する。建設当時は郊外であったが、現在は周辺も都市化し光害の影響を受けるようになっている。
元所長のゲルノット・M・R・ウィンクラーは、アメリカ宇宙軍が運用するGPS衛星群に正確な時刻を提供する「マスタークロック」（親時計）サービスを開始し、現在もUSNOが運用している。USNOでは、地球姿勢パラメータを生成するために、世界中の多くの共同研究者とともに、VLBIによるクエーサーの位置測定を行っている。
また、海軍天文台の敷地内にある邸宅・オブザーバトリー・サークル1番地は、1974年から副大統領の公邸として使われている。

## 歴史

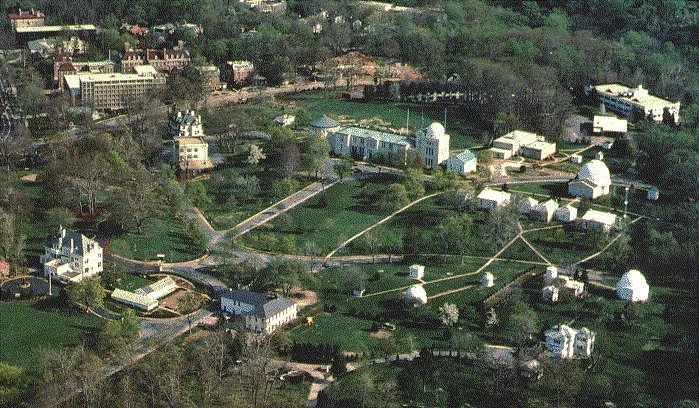
海軍天文台の鳥瞰写真

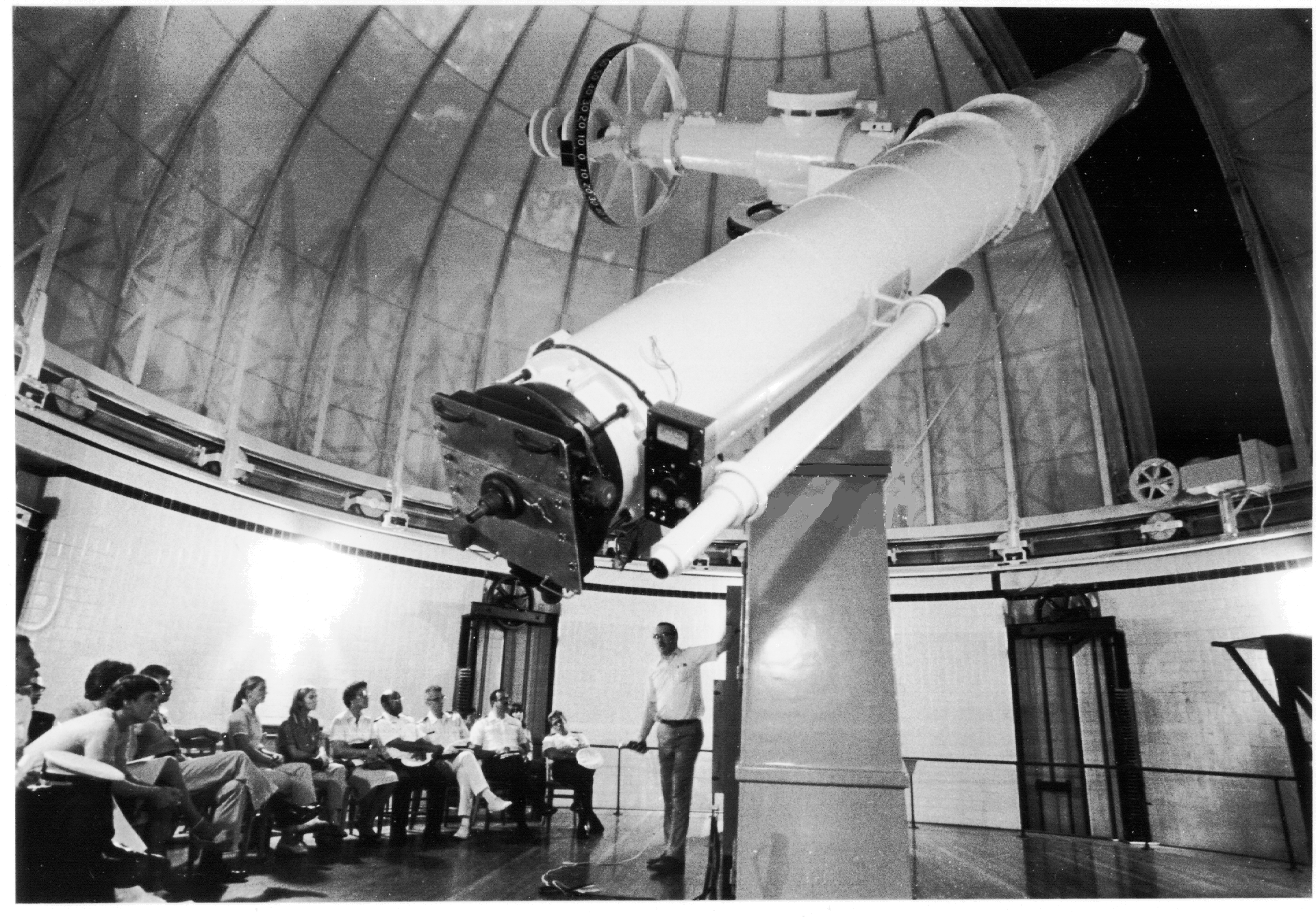
1877年にアサフ・ホールが火星の衛星の発見に使用した、口径26インチ（66センチメートル）の望遠鏡

1825年、ジョン・クィンシー・アダムズ大統領は、大統領を退任する直前に国立の天文台を設立する法案に署名した。当時アダムスは、天文学を国家レベルで普及させるための努力をしていた。アダムズは毎晩、星の観察と記録を行っていた。アダムズは、国立の天文台の名称を"National Observatory"（国立天文台）とするつもりだった。設立当初は、"National Observatory"（国立天文台）と"Naval Observatory"（海軍天文台）の2つの名称が併称されたが、その後、正式に後者を使用するという判断が下された。
1830年12月6日、海軍長官ジョン・ブランチの命令により、"Depot of Charts and Instruments"（海図装備兵站部）として設立された天文台は、当初は小規模なものだった。ルイス・M・ゴールズボロー中尉が長となり、年間予算は330ドルで、航海用計器の修復・修理・較正を主な業務としていた。
1842年、連邦法と議会からの2万5千ドルの予算により、国立の天文台として設立された。ジェームス・メルヴィル・ギリス中尉は、「必要な機器と書籍の入手」を担当した。ギリス中尉はヨーロッパの主要な天文台を訪問し、望遠鏡やその他の科学機器、書籍を購入した。
当時の天文台の主な任務は、アメリカ海軍のマリン・クロノメーターや海図などの航海用機器の管理である。天文台は、子午線上を恒星が通過する時刻を計ることで船のクロノメーターを較正していた。1844年に、現在のリンカーン記念堂の北側、ホワイトハウスの西側にあるフォギーボトムに天文台（現 旧海軍天文台）が開設された。1893年に、マサチューセッツ通りを見下ろすオブザーバトリー・ヒルの上の2000フィートの円状の土地（現在地）に移転した。これらの施設は、2017年に国家歴史登録財に登録された。
初代天文台長はマシュー・フォンテーン・モーリー海軍中佐だった。チャールズ・グッドイヤーが、モーリーが要求する仕様に合わせて世界初の加硫報時球（タイムボール）を製作し、海軍天文台に設置された。この報時球は1845年に実用化され、アメリカで初、世界でも12番目の報時球だった。モーリーは、恒星や惑星の観測により正確な時間を計っていた。この報時球は、日曜日を除く毎日、天文学的に定められた平均太陽正午の瞬間に投下された。これにより、視界に入る全ての船や民間人が正確な時間を知ることができた。南北戦争が終わる頃には、天文台の時計から電信で結ばれたワシントンD.C.の全ての消防署の警鐘が1日3回鳴らされるようになった。1870年代初頭には、天文台の正午の信号がウエスタンユニオン電信会社を通じて全米に配信されるようになった。鉄道会社は、この信号を鉄道用のクロノメーターと併用した。1912年10月28日、バージニア州にある海軍のアーリントン無線局（呼出符号：NAA）が、海軍天文台の信号を使って無線で時報を定時発信するようになった。
1849年、マサチューセッツ州ケンブリッジに、独立した組織として"Nautical Almanac Office"（NAO、航海年鑑局）が設立された。1866年にはワシントンD.C.に移転し、当初はフォート・マイヤー付近で運営されていた。1893年に海軍天文台に統合された。1894年9月20日、NAOは海軍天文台の一部門となったが、その後も数年間は独立した組織であった。
海軍天文台に課せられた初期の科学的任務は、太陽と地球の間の標準的な平均距離を定めた天文単位(AU)の定義にアメリカが貢献することだった。これは、合衆国議会が資金提供したアメリカ金星通過委員会の支援の下で行われた。1639年以来、多くの国が金星の太陽面通過を天文学的に測定したことにより、天文単位の値は徐々に正確になっていった。海軍の観測隊は、写真撮影を重視し、1874年には350枚、1882年には1,380枚の写真乾板を返送した。世界各地で同時に行われた調査の結果、調整後の太陽視差の最終的な値は8.809秒、確率誤差は0.0059秒となり、アメリカで定義された地球・太陽間の距離は92,797,000マイル（149,342,00キロメートル）、確率誤差は59,700マイル（96,100キロメートル）となった。計算されたこの距離は、それまでの推定値よりも大幅に改善されている。
1877年、アサフ・ホールは、フォギーボトムにあった海軍天文台の口径26インチ（66センチメートル）の屈折望遠鏡により火星の衛星を発見した。この望遠鏡は、1893年に現在の位置に移された。
1913年11月、パリ天文台はエッフェル塔をアンテナにして、アメリカ海軍のアーリントン無線局との間で連続波を相互に送る実験を行い、両局間の正確な経度の差を調べた。

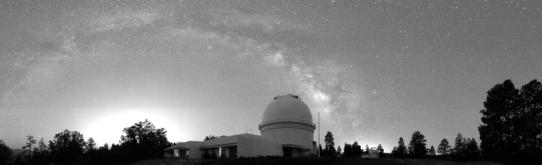
運用中のフラッグスタッフ観測所(NOFS)

1934年、当時最新の大型望遠鏡が海軍天文台に設置された。口径40インチのこの望遠鏡は、著名な光学技術者であるジョージ・ウィリス・リッチーによって製作された。リッチー・クレチアン式望遠鏡の設計は、その後、W・M・ケック天文台やハッブル宇宙望遠鏡など、ほぼ全ての主要な望遠鏡の光学設計の事実上の標準となっている。

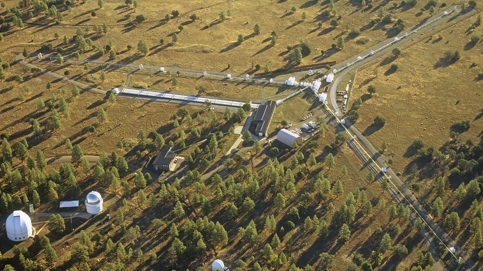
海軍精密光学干渉計(NPOI)

ワシントンD.C.の光害により観測が困難となったため、1955年、海軍天文台は40インチ望遠鏡をアリゾナ州フラッグスタッフに移設した。その10年後には、海軍最大の望遠鏡である61インチの「カイ・ストランド式天体反射鏡」がフラッグスタッフで完成し、1964年より使用を開始した。2010年、海軍天文台から独立した海軍天文台フラッグスタッフ観測所(NOFS)となった。また、NOFSは海軍精密光学干渉計(NPOI)を管理している。
海軍天文台では、現在では重要な天体観測を行っていないが、正確な時間と時間間隔(PTTI)、地球の回転、天体観測の分野では主要な権威であり続けている。また、国内外の多くの科学機関と協力して、正確な航法、位置天文学、基本天文学や天文計算に必要な報時・天文データを決定し、これらの情報（星表など）を書籍"Astronomical Almanac"（天文年鑑）、"The Nautical Almanac"（航海年鑑）やオンラインで提供している。
海軍天文台の図書館は、アメリカ最大の天文学の図書館であり、天体物理学に関する定期刊行物の世界最大のコレクションを有する。この図書館には、過去千年の間に出版された物理学や天文学の書籍の中でも、稀少なものや有名なものを多く含んでいる。

## 部門
1990年、軌道力学部と天文応用部が設置され、航海年鑑局は天文応用部の一部門となった。1994年に軌道力学部が廃止され、その機能は天文応用部内のグループに移された。
2010年、USNOの天文学部門である海軍天文台フラッグスタッフ観測所(NOFS)が、USNOから正式に独立した。NOFSは、アリゾナ州フラッグスタッフ郊外の標高2000メートル以上の高山森林地帯にあり、光害の影響を受けない場所で、国家的な天球参照系(CRF)の任務を遂行している。

### 副大統領公邸

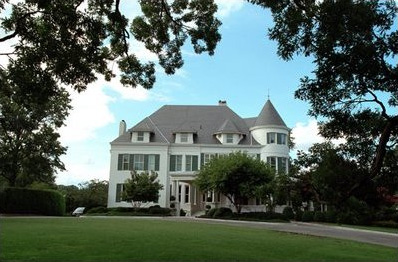
副大統領公邸・オブザーバトリー・サークル1番地

1974年から、海軍天文台の敷地内にあるオブザーバトリー・サークル1番地の家が、副大統領の公邸として使用されている。公邸には、シークレットサービスによる厳重な警備が敷かれている。この建物は、海軍天文台の建物とは別の場所にある。以前は天文台長、後には海軍作戦部長の住居として使われていた。

## 報時

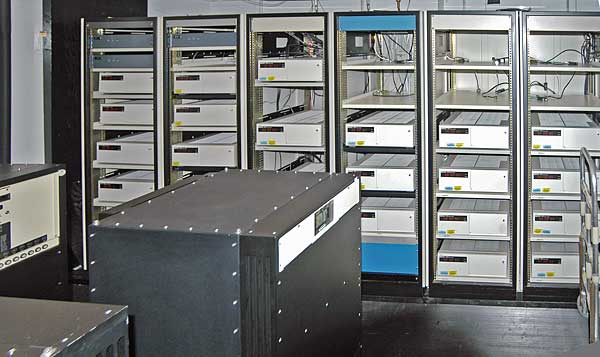
アメリカ海軍天文台の原子時計群

海軍天文台では、2つのマスタークロック施設を運営している。ワシントンD.C.のマスタークロック施設では、57台の高性能セシウム原子時計 HP/Agilent/Symmetricom 5071A-001と24台の水素メーザーを維持している。コロラド州のシュリーバー空軍基地にある代替マスタークロックでは、12台のセシウム原子時計と3台のメーザーを使用している。海軍天文台ではまた、7×10−16の安定度を持つルビジウム原子泉時計を4台運用している。海軍天文台では、このタイプの時計をさらに数台製作して、2つの施設で使用する予定である。USNOの計時に使用されている時計は、温度が0.1℃以内、相対湿度が1%以内に保たれた19の環境室に保管されている。報時は、ワシントンD.C.の時計にのみ基づいている。2007年6月7日、時間の計算に70個の基準が加重された。
海軍天文台では、インターネット上に設置された26台のNTPサーバと、電話による音声アナウンスで、一般向けに時報サービスを提供している。

## 出版物
- Astronomical Observations made at the U.S. Naval Observatory (USNOA) (v. 1–6: 1846–1867)
- Astronomical and Meteorological Observations made at the U.S. Naval Observatory (USNOM) (v. 1–22: 1862–1880)
- Observations made at the U.S. Naval Observatory (USNOO) (v. 1–7: 1887–1893)
- Publications of the U.S. Naval Observatory, Second Series (PUSNO) (v. 1–16: 1900–1949)
- U.S. Naval Observatory Circulars[30]
- Astronomical Almanac（天文年鑑（英語版））
- The Nautical Almanac（航海年鑑）
- The Air Almanac（航空年鑑）
- Astronomical Phenomena（天体現象）